# Montbazon
Montbazon je obec v departementu Indre-et-Loire ve střední Francii. Nachází se na řece Indre mezi městy Veigné, Monts a Sorigny. Město je asi 12 km od Tours.

## Dějiny
V roce 991 si bratři z Cormery stěžovali králi Hugu Kapetovi, že Fulk Nerra, pán z Anjou, staví v jejich zemi Montbazon pevnost (pánem Montbazonu se stal v roce 997, ačkoli mu bylo 17 let).
Od roku 994 dominovala vznešená pevnost strategickému bodu na řece Indre.

## Populace
| Rok  | Počet obyvatel | ±%      |
| ---- | -------------- | ------- |
| 1793 | 800            | —       |
| 1800 | 947            | +18,4 % |
| 1806 | 888            | −6,2 %  |
| 1821 | 1 020          | +14,9 % |
| 1831 | 1 080          | +5,9 %  |
| 1836 | 1 180          | +9,3 %  |
| 1841 | 1 181          | +0,1 %  |
| 1846 | 1 116          | −5,5 %  |
| 1851 | 1 145          | +2,6 %  |
| 1856 | 1 096          | −4,3 %  |
| 1861 | 1 074          | −2,0 %  |
| 1866 | 1 090          | +1,5 %  |
| 1872 | 1 032          | −5,3 %  |
| 1876 | 1 179          | +14,2 % |
| 1881 | 1 181          | +0,2 %  |
| 1886 | 1 197          | +1,4 %  |
| 1891 | 1 143          | −4,5 %  |
| 1896 | 1 143          | +0,0 %  |
| 1901 | 1 127          | −1,4 %  |
| 1906 | 1 150          | +2,0 %  |
| 1911 | 1 161          | +1,0 %  |
| 1921 | 1 150          | −0,9 %  |
| 1926 | 1 089          | −5,3 %  |
| 1931 | 1 086          | −0,3 %  |
| 1936 | 1 096          | +0,9 %  |
| 1946 | 1 697          | +54,8 % |
| 1954 | 1 267          | −25,3 % |
| 1962 | 1 622          | +28,0 % |
| 1968 | 1 903          | +17,3 % |
| 1975 | 2 447          | +28,6 % |
| 1982 | 3 011          | +23,0 % |
| 1990 | 3 354          | +11,4 % |
| 1999 | 3 434          | +2,4 %  |
| 2006 | 3 953          | +15,1 % |
| 2009 | 3 904          | −1,2 %  |

## Ekonomika
Montbazon má malý průmyslový park. Sdružuje malé a střední podniky.

## Vzdělání
Ve městě jsou čtyři školy:
- Mateřská škola Jana le Bourg
- Základní škola Viléma Ludvíka
- Střední škola Alberta Camuse
- Soukromá střední škola svatého Gatiena

## Doprava
Městem procházejí dvě autobusové linky (G a H). Jsou zde čtyři autobusové zastávky:
- Centrum města
- Střední škola Alberta Camuse
- La Courtille
- La Grange Barbier

## Média
Město spustilo v roce 2010 online rozhlasovou stanici.

## Památky

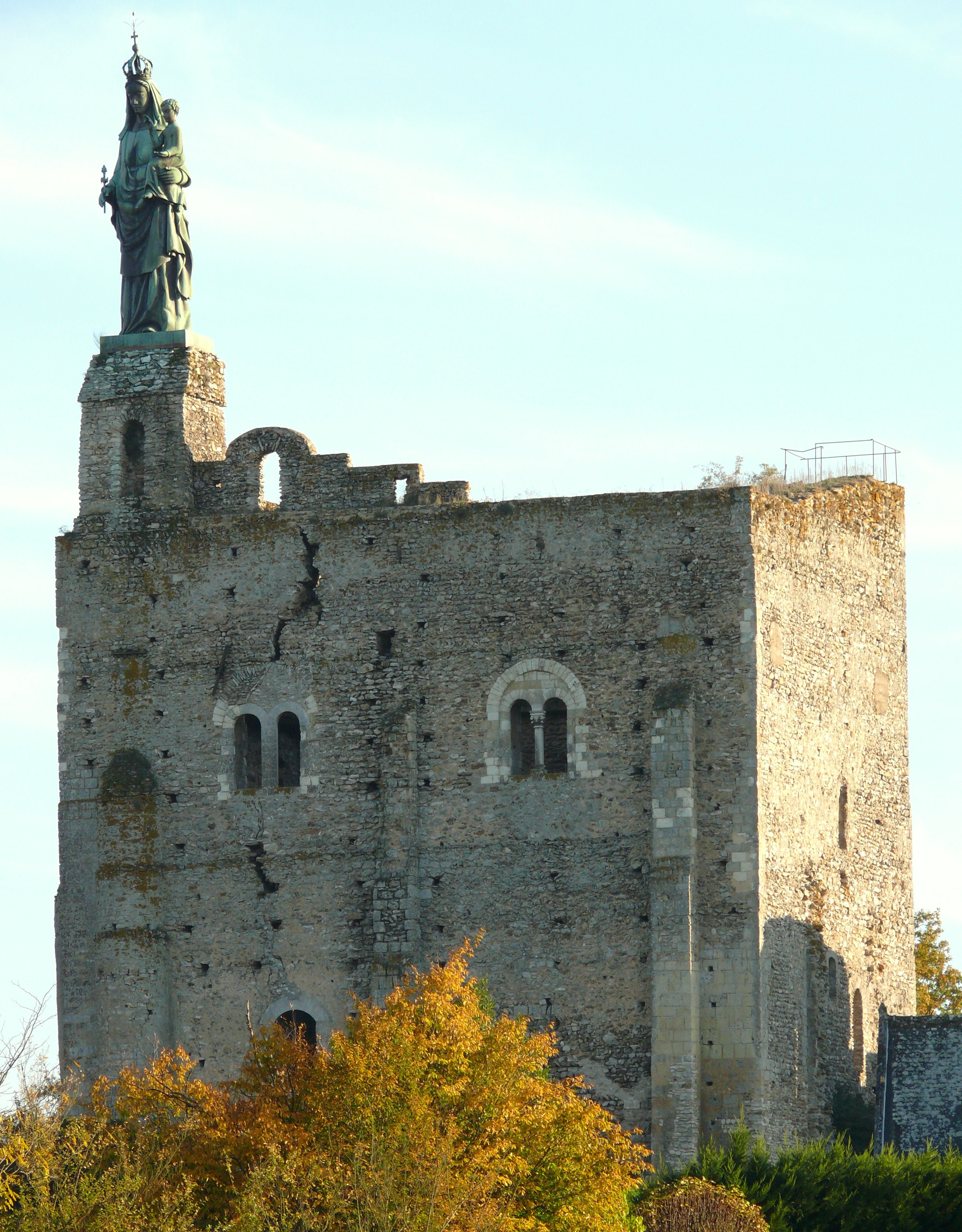
Pevnost Fulka Nerry

- Pevnost Montbazon postavená Fulkem Nerrou je jednou z nejstarších pevností ve Francii.
- Le Château d'Artigny
- Botanická stezka podél řeky Indre